# Mlin
Mlin je stroj, naprava ali industrijski obrat za drobljenje, mletje, različnih materialov, kot so: žito, premog, cement, kava, kamen, rudnine idr., v sipko snov ali prah. 
Nekateri mlini oz. torklje so specializirani za iztiskanje olja iz semen nekaterih vrst bučevk ali plodov oljk.
Mlin sodi med najstarejše človekove tehnične izume.

## Razločitev glede na tehnologijo
Glede načina mletja je poznanih več vrst mlinov:
- kroglični mlin

snov drobijo jeklene ali keramične krogle v vrtečem bobnu
- zvonasti mlin

snov se melje med okrovom in stožastim rotorjem
- skledasti mlin

mlevni valjčki ali mlevne krogle se vrtijo ob notranji strani mlevne sklede
- mlin na kamne

snov se melje med dvema mlinskima kamnoma
- centrifugalni mlin

snov v centrifugalnem gibanju drobijo noži
- mlin na udarna kladiva

snov drobijo vrteča se udarna kladiva
- mlin na udarna kolesa

snov drobijo vrteča se udarna kolesa z udarnimi ploščami

## Razločitev glede na vrsto pogona
Glede na pogon poznamo naslednje vrste mlinov: vodni, parni, motorni, električni, vetrni in ročni mlin.

## Posebnosti
Babičev mlin pri Veržeju je primer t.i. plavajočega mlina, ki je tudi zadnji delujoči mlin na reki Muri.